# Мокрый амур
«Мокрый амур» (также Мокрый купидон или просто Купидон, фр. L'amour mouille, англ. The Wet Cupid) — картина французского живописца Вильяма Бугро, написанная в 1891 году. Картина изображает Купидона, чей образ принадлежит к числу излюбленных мотивов Бугро и венцом которого[чего?] является картина «Похищение Психеи». Эскиз к картине, датированный 1891 годом, находится в музее Museum of Fine Arts of La Rochelle.
Картина представляет своеобразное развитие европейского мужского эротизма девятнадцатого века, решительно затронутое Бугро. В поиске ощущения утраченной чистоты он переключается на молодых людей и даже в некоторых случаях на детей в начале подросткового возраста. Как писал Джон Страттон (англ. Jon Stratton), «произошла конвергенция … двусмысленная мужская фигура стала эротической». Он же приводит слова Брама Дейкстры (англ. Bram Dijkstra), который, имея в виду картину «Купидон», сказал: «В отличие от Оскара Уайльда, который был заключен в тюрьму за педерастию, Бугро получил награды и почести». Разница, по определению Страттона, заключалась в том, что Уайльд попал в «землю фактов», в то время как Бугро остался на безопасной «земле фантазии». Обработка этой и других подобных работ Бугро, тонкая и сентиментальная, также работала над увеличением дистанции между фантазией и реальным эротизмом.
Картина является одним из наиболее тиражируемых произведений художника.